# Zeta Corse
Zeta Corse – rosyjski (dawniej włoski) zespół wyścigowy, założony w 2013 roku przez Giancarlo Zampieriego. Ekipa powstała z przeznaczeniem startów w Formule Renault 3.5 zastępując startujący do 2012 roku zespół BVM Target.

## Starty

### Formuła Renault 3.5
W sezonie 2013 ekipa startowała z włoską licencją, a od 2014 roku - z rosyjską.
| Rok  | Bolid           | Kierowcy          | Wyścigi | Wygrane | PP | NO | Pkt | M.K. | M.Z. |
| ---- | --------------- | ----------------- | ------- | ------- | -- | -- | --- | ---- | ---- |
| 2013 | Dallara-Renault | Mihai Marinescu   | 8       | 0       | 0  | 0  | 5   | 25   | 10   |
| 2013 | Dallara-Renault | Carlos Sainz Jr.  | 9       | 0       | 0  | 0  | 22  | 19   | 10   |
| 2013 | Dallara-Renault | William Buller    | 10      | 0       | 0  | 0  | 46  | 11   | 10   |
| 2013 | Dallara-Renault | Emmanuel Piget    | 2       | 0       | 0  | 0  | 0   | 29   | 10   |
| 2013 | Dallara-Renault | Mathéo Tuscher    | 2       | 0       | 0  | 0  | 0   | 30   | 10   |
| 2013 | Dallara-Renault | Nick Yelloly      | 1       | 0       | 0  | 0  | 0   | 28   | 10   |
| 2013 | Dallara-Renault | Riccardo Agostini | 2       | 0       | 0  | 0  | 0   | NS   | 10   |
| 2014 | Dallara-Renault | Roman Mawłanow    | 15      | 0       | 0  | 0  | 0   | 24   | 4    |
| 2014 | Dallara-Renault | Roberto Merhi     | 17      | 3       | 3  | 1  | 183 | 3    | 4    |